# Profesor universitar

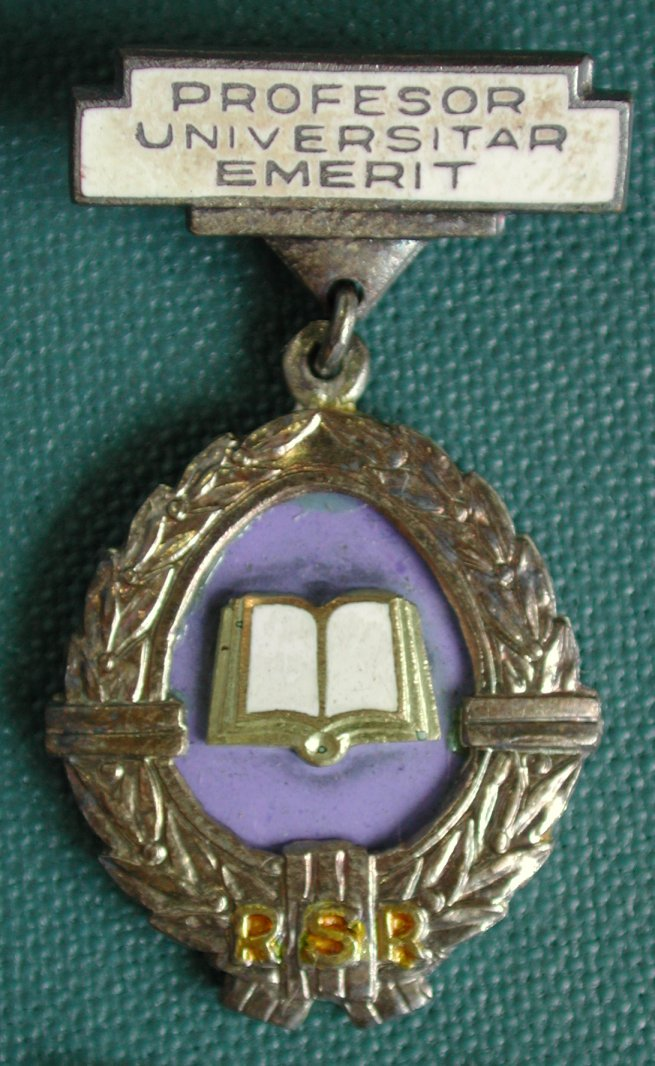
Medalia „Profesor Universitar Emerit”.

Profesor universitar este cea mai înaltă funcție didactică în învățământul superior din România, superioară celei de Conferențiar universitar. În cercetare, se echivalează cu funcția de Cercetător științific gradul I.

## Condiții pentru ocuparea funcției
Funcția de Profesor universitar se ocupă prin concurs. Candidații trebuie să îndeplinească o serie de condițiile minime, care sunt, potrivit legii:
- deținerea diplomei de doctor;
- în cazul învățământului superior medical, deținerea titlului de medic primar;
- obținerea abilitării sau îndeplinirea standardelor minimale propuse de Consiliul Național de Atestare a Titlurilor, Diplomelor și Certificatelor Universitare și adoptate de Ministerul Educației Naționale;
- îndeplinirea standardelor stabilite la nivelul Universității sau facultății.[2]

## Activități desfășurate
Profesorul universitar desfășoară activități didactice și de cercetare, potrivit statului de funcții.
Norma didactică a unui profesor universitar este de 7 ore convenționale, din care cel puțin 4 activități de predare și poate cuprinde: 
- activități de predare;
- activități de seminar, lucrări practice și de laborator, îndrumare de proiecte de an;
- îndrumarea elaborării lucrărilor de licență;
- îndrumarea elaborării disertațiilor de master;
- îndrumarea elaborării tezelor de doctorat (în cazul deținerii abilitării);
- alte activități didactice, practice și de cercetare științifică înscrise în planurile de învățământ;
- conducerea activităților didactico-artistice sau sportive;
- activități de evaluare;
- tutorat, consultații, îndrumarea cercurilor științifice studențești, a studenților în cadrul sistemului de credite transferabile;
- participarea la consilii și în comisii în interesul învățământului.[3]

O serie de alte activități presupun deținerea funcției de Conferențiar universitar sau de Profesor universitar:
- membru în comisii de doctorat;
- membru în organisme consultative ale Ministerului Educației Naționale;
- membru în comisiile pentru concursul de ocupare a funcțiilor de îndrumare și de control ale unui inspectorat școlar;
- membru în comisiile pentru concursul de ocupare a funcțiilor de îndrumare și de control din Ministerul Educației Naționale.[4]

## Profesori emeriți
Unele universități dau titlul onorific „Profesor emerit” profesorilor universitari ieșiți la pensie. În România, în trecut, titlul de „Profesor emerit” nu era onorific, ci era acordat în timpul activității, dacă se considera că a adus o contribuție semnificativă la dezvoltarea învățământului. În baza hotărârii Consiliului de Miniștri cu Nr. 902 din 8 august 1950, titlul „profesor emerit” a fost instituit prin Decretul nr. 203 din 28 septembrie 1950 pentru înființarea titlurilor ce se pot acorda oamenilor de știință, tehnicienilor și artiștilor, publicat în Buletinul Oficial nr. 83 din 28 septembrie 1950. Titlurile înființate prin acest decret se acordau de către Prezidiul Marii Adunări Naționale, la propunerea Consiliului de Miniștri. Titlul, instituit în 1950 aducea, mai ales  în deceniile 6 și 7, o serie de avantaje materiale și sociale.
Potrivit legislației actuale, titlul onorific de profesor emerit poate fi acordat de Senatul universitar cadrelor didactice care au atins vârsta de pensionare, pentru excelență didactică și de cercetare. Profesorii emeriți pot fi remunerați în regim de plata cu ora.